# Melaneremus javanicus
Melaneremus javanicus är en insektsart som först beskrevs av Heinrich Hugo Karny 1924.  Melaneremus javanicus ingår i släktet Melaneremus och familjen Gryllacrididae. Inga underarter finns listade i Catalogue of Life.